# Zastava M72
A Zastava M72 egy 7,62 milliméteres golyószóró, melyet a Zastava Arms fejlesztett és gyártott. Az M72 a szovjet gyártmányú RPK golyószórón alapul.

## Leírás
A Zastava M72/M72A gázüzemű, léghűtéses, sorozatlövő fegyver. A golyószóróhoz az M43 típusú 7,62×39 mm-es töltényt használják. Fatusával és behajtható villaállvánnyal készült. A fegyver a szovjet RPK golyószóró másolata, de bizonyos részleteiben eltér attól. A fegyvert nem látták el optiaki irányzékok felszerelését lehetővé tévő szereléksínnel, fatusája eltérő alakú, a szokványos AK–47 gépkarabélyokéhoz hasonló. A tokja megerősített, hordfogantyúval nem rendelkezik. A puskacső belül nem krómozott, így sokkal pontosabb az RPK-nál, viszont fokozottan ügyelni kell a fegyvercső gondos kitisztítására korrozív gyúelegyet tartalmazó lőszerekkel végzett lövészet után. Az M72 csak nehéz fegyvercsővel készül, ellentétben az orosz és román változatokkal, melyekhez könnyű és nehéz csöveket is gyártanak.

## Változatok
A Zastava Arms két változatát gyártotta a fegyvernek, az M72 és az M72A típusokat. Irakban Tabuk név alatt többféle változatát gyártották az M70A és az M72 fegyvereknek. A Century Arms International öntöltő fegyvereket szerel össze amerikai gyűjtők és sportlövők számára, ezekhez a fegyverekhez amerikai gyártmányú tokokat, raktárkészletről származó M72 alkatrészeket és néhány helyben gyártott kisebb alkatrészeket használnak.

## Fordítás
- Ez a szócikk részben vagy egészben  a   Zastava M72 című angol Wikipédia-szócikk ezen változatának fordításán alapul.  Az eredeti cikk szerkesztőit annak laptörténete sorolja fel. Ez a jelzés csupán a megfogalmazás eredetét és a szerzői jogokat jelzi, nem szolgál a cikkben szereplő információk forrásmegjelöléseként.